# Bückethaler Landwehr

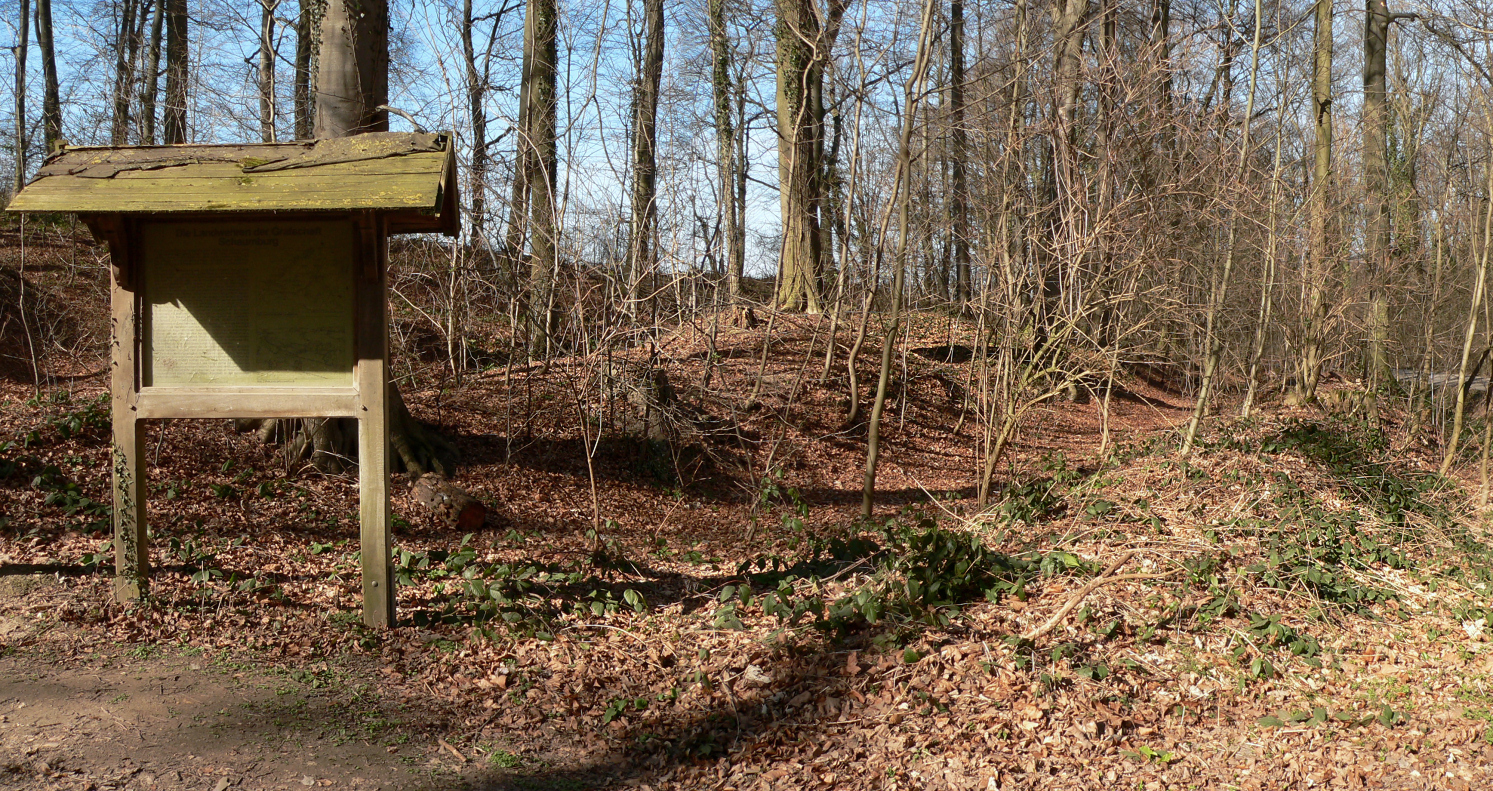
Zwei Wälle der Bückethaler Landwehr mit Infotafel am Rande des Deisters

Die Bückethaler Landwehr war eine im Spätmittelalter errichtete Landwehr, die im Osten der Grafschaft Schaumburg verlief. Sie sperrte als linearer Befestigungs- und Schutzstreifen das Gebiet zwischen dem Steinhuder Meer und dem Nordrand des Deisters ab, das der Hellweg vor dem Santforde als wichtige Ost-West-Verbindung durchquerte. Von der mindestens 20 Kilometer langen Landwehr haben sich nur auf rund zwei Kilometern Länge Gräben und Wälle erhalten, die ein archäologisches Denkmal im Landkreis Schaumburg darstellen.

## Geschichte
Im Spätmittelalter schuf die Grafschaft Schaumburg ab dem späten 13. Jahrhundert mit Landwehren einen linearen Befestigungs- und Schutzstreifen, der ihr Territorium einfriedete und einhegte. Dazu gehörte neben der Bückethaler auch die Schaumburger Landwehr. Die Anlagen stellten eine systematische Grenzsicherung und damit eine Rechtsgrenze dar. Die Bückethaler Landwehr bildete die Grenze zu den welfischen Gebieten im Osten mit der Großvogtei Calenberg als Teil des Herzogtums Braunschweig-Lüneburg.
In der 1614 erschienenen Schaumburger Chronik beschrieb der Historiker Cyriacus Spangenberg die Schaumburger Landwehren folgendermaßen:
Es ist noch vor weinig Jahren die Graffschaft meisten theils, dass die Grafschaft mit gewaltigen und festen Landtwehren rings umbgeben und befestigt gewesen, also das im nothfal, in Fheiden, Kriegen und Feindtlichen Durchzügen, solche Landtwehren mit ihren Vorschlingen und Schlagbeumen genugsam verwahret, versperret und verschlossen wurden, und nicht sogar leichtlich einen Einfall oder Durchzug ohn grosse gefahr jemandts hat thun können.
Die Bückethaler Landwehr wurde im Lehnsverzeichnis des Klosters Corvey erstmals im Jahr 1354 urkundlich als „Buckendale“  erwähnt. Eine weitere Nennung erfolgte 1365 in einer von Graf Adolf von Holstein-Schaumburg ausgestellten Urkunde als „lantwere tom bukedale“.

### Niedergang
Schriftquellen zufolge wurden die Landwehren der Grafschaft Schaumburg bis ins 17. Jahrhundert instand gehalten; danach setzte ihr Verfall ein. Zur weitgehenden Beseitigung von Landwehranlagen führte die Separation in der zweiten Hälfte des 19. Jahrhunderts. Vor allem im nordöstlichen Bereich der Bückethaler Landwehr wurden ihre Wälle und Gräben eingeebnet sowie ihre Knicks aus Büschen und Bäumen gerodet und als Felder in Beackerung genommen. In Waldgebieten, wie dem Deister, waren die Erhaltungsbedingungen für die Grenzanlage dagegen günstiger.
Im 20. Jahrhundert trugen Verkehrsprojekte zur Zerstörung der Landwehr bei Bad Nenndorf bei. 1934 erfuhr der bis dahin noch gut erhaltene Abschnitt östlich des Ortes Störungen durch den Bau einer Umgehungsstraße, der heutigen Bundesstraße 65. Beim Bau der Reichsautobahn, der heutigen BAB 2, wurden 1937 ebenso Teile der Landwehr beseitigt. In den 1950 bis 1970er Jahren verschwanden Teile der Anlage auf mehreren hundert Metern durch die Einrichtung einer Mülldeponie zwischen der Autobahn und der B 65.

## Verlauf

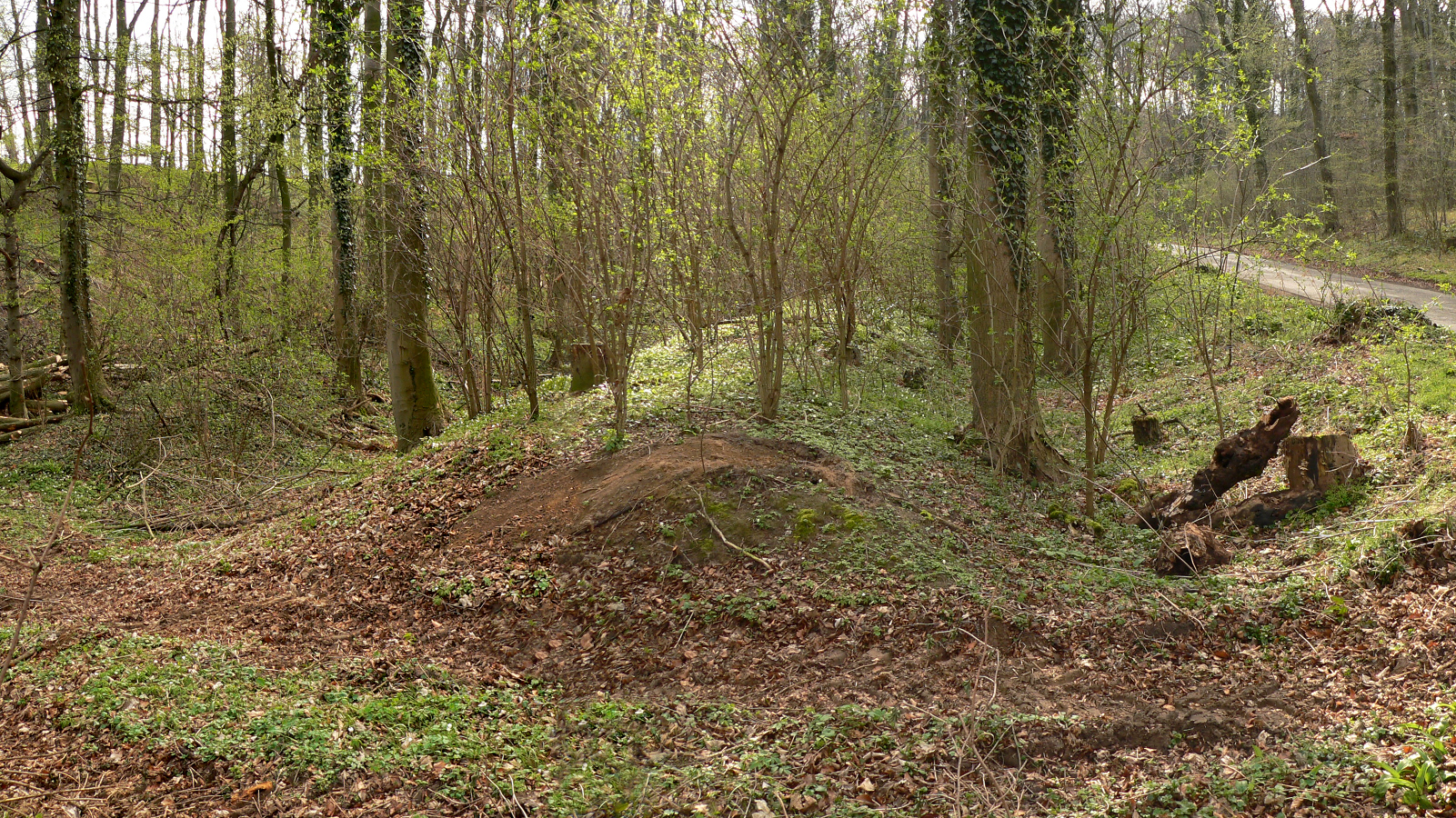
Graben und Wälle am Deisterrand

Die Landwehren der Grafschaft Schaumburg sind noch nicht erforscht, so dass ihr Verlauf bisher nicht vollständig bekannt ist. Bei der Bückethaler Landwehr lässt sich anhand von historischen Karten der Verlauf teilweise rekonstruieren. Demnach verlief die Anlage in Nord-Süd-Richtung auf etwa 15 Kilometer durch das Flachland von Bokeloh am Steinhuder Meer, bis zum Deister. Von Norden aus führte sie entlang der Südaue zur Isenburg bei Landringshausen. Von dort schwenkte die Landwehr nach Südwesten ab und verlief parallel zur heutigen Bundesautobahn 2 bis zur Autobahnanschlussstelle Bad Nenndorf. Dort knickte sie in Südrichtung zum Deister ab. Südlich der A 2 in Richtung Deister befindet sich auf 400 Meter Länge der am besten erhaltene Abschnitt der Landwehr. Die Reste liegen innerhalb eines kleinen waldbestandenen Bachtals, durch das ein Fahrweg führt. Parallel zum Weg verläuft ein System von bis zu neun gestaffelten Wällen und Gräben. Im Deister verlaufen flache Wälle und Gräben der Landwehr in Richtung der Heisterburg auf der Grenze zwischen der Region Hannover und dem Landkreis Schaumburg. Weitere Landwehrreste finden sich am Südrand des Deisters im Bereich der Deisterpforte.

## Ausgrabung

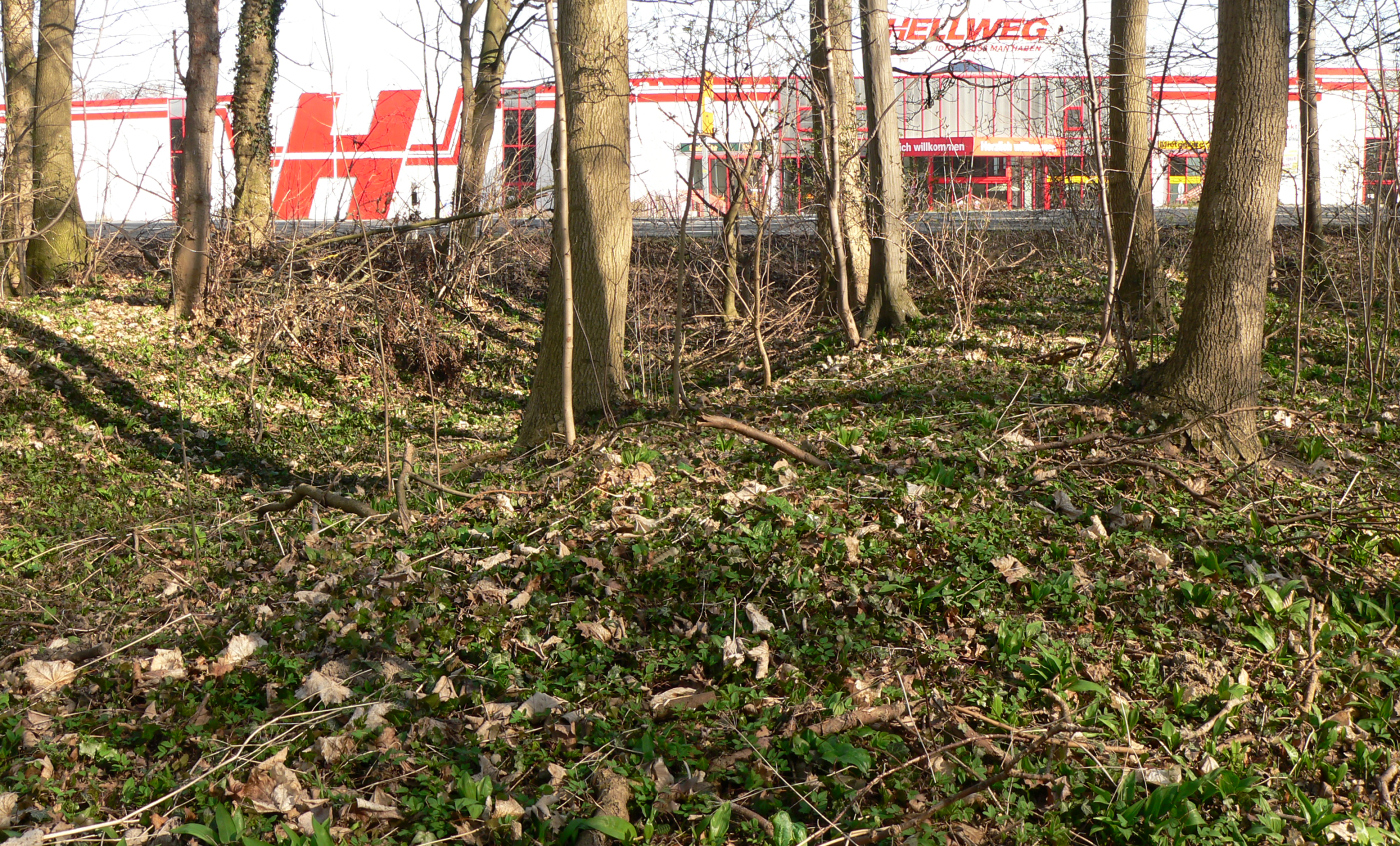
Flache Wälle der Bückethaler Landwehr nahe Bad Nenndorf, im Hintergrund die Gewerbeanlage, auf deren Baugrund 2007 Reste der Landwehr freigelegt wurden

Der Bau einer Gewerbeanlage im Jahre 2007 im Bad Nenndorfer Gewerbegebiet Bückethaler Landwehr ermöglichte archäologische Untersuchungen in einem Bereich, in dem Abschnitte der Landwehr vermutet wurden. Der Baugrund lag östlich des Ortes im Zwickel der Bundesstraßen 442 und 65. Bereits bei Sondageschnitten zeigten sich zwei verfüllte Gräben der Landwehr. Im Verlauf der flächigen Ausgrabung wurden zwei längere Grabenabschnitte freigelegt, die unterschiedlichen Zeitstellungen zugerechnet werden. Ein im Bereich der Ausgrabungsstelle vermuteter und in Zeichnungen aus der Zeit um 1648 dokumentierter Landwehrdurchlass mit Schlagbaum konnte nicht nachgewiesen werden. Der Durchlass wird weiter westlich der Grabungsstelle vermutet.